# Китайгородская стена
Китайгоро́дская стена́ (в старину — Китайская) — почти не сохранившийся памятник средневековой русской фортификации. Крепостная стена вокруг московского Китай-города была построена под руководством итальянского инженера Петрока Малого в 1535—1538 годах в правление Елены Глинской. Укрепление примыкало к угловым башням Московского Кремля — Беклемишевской и Арсенальной.

## История

### Строительство
В 1535 году матерью Ивана IV Еленой Глинской был издан указ о сооружении каменной Китайгородской стены. Первоначально на её месте находились ров с земляным валом и бревенчатые укрепления для защиты от иноземных набегов. Будущую крепость освятил московский митрополит Даниил, по линии планируемых стен шёл крестный ход, а вслед за ним строители укладывали первые камни. Возведением руководил Петрок Малый, заложивший четыре башни с воротами: Сретенские, Троицкие, Всехсвятские и Косьмодемьянские. Стена была построена за три года. Она охватывала площадь в 63 гектара, протянувшись от Кремлёвской Беклемишевской башни вдоль Москвы-реки, поднималась к Новой площади, на Лубянке изгибалась влево и доходила до Арсенальной башни. По сравнению с кремлёвскими укреплениями стены Китай-города были ниже, но толще, с площадками для орудий. Её длина составляла 2567 метров, ширина — 4 метра, высота — свыше 6 метров.
Башни Китай-города выходили за линию укрепления, что позволяло вести обстрел вдоль стен. Башни имели три ряда бойниц, орудия были расставлены в несколько ярусов, в подвальном находились амбразуры, из которых вели огонь вдоль рвов. На верхней части стены были устроены площадки для пушек, защищённые мерлонами — прямоугольными зубцами, ширина которых достигала двух саженей. Они также были оборудованы подвалами для хранения боеприпасов, подземными ходами и «слухами» — сооружениями с обшитыми листовой медью стенами, служившими для оповещения о приближении подкопа. Отделялись этажи башен деревянными полами или мостами, реже — купольными или коробовыми сводами. По образцу Китайгородской стены были выстроены укрепления Серпуховского кремля, Троице-Сергиевой лавры и Белого города.

### Использование

#### XVI—XVIII века
В 1571 году у Китайгородской стены разворачивались военные действия при нападении войск хана Девлет-Гирея. Однако противники не решились штурмовать укрепления. Крепость также была задействована в Московском восстании 1611-го, когда жители Москвы выступили против войск Речи Посполитой.
В 1666 году начался ремонт столичных укреплений. Через год были закончены осмотр и опись стен, в 1680-е — их обновление, в результате которого некоторые башни Китай-города получили шатровое завершение.
В ходе Северной войны Пётр I приказал восстановить и укрепить стену, опасаясь войск Карла XII. Вокруг Стены Китай-города и кремля инженером Василием Корчминым в 1708—1709 годах были воздвигнуты земляные бастионы.
В XVIII веке стены Китай-города утратили военное значение. В 1782 году начались ремонтные работы под руководством итальянца Франческо Рузка. К концу лета был отремонтирован участок до Варварских ворот, однако на дальнейшие работы средств не хватило. В 1796—1800 годах вдоль укреплений у Москвы-реки путём подсыпки грунта была создана набережная, расширившая пространство между рекой и стеной. Постепенно стена ветшала, а прилегавшая к ней территория шла за бесценок, по рублю за квадратную сажень. К башням пристраивали конюшни, сараи, лабазы и лавки. В 1807 году рухнул участок стены в 23 сажени.

#### XIX — начало XX века
В 1806 году вышел указ «О исправлении и украшении Кремлёвских зданий», разрешавший застройку стены лавками и её ремонт за счёт владельцев в том месте, где лавки примыкали к ней. В 1813-м часть южной стены сломали для починки укреплений Кремля. В том же году архитектор Вильям Гесте предложил снести часть стены, но генерал-губернатор Москвы Фёдор Ростопчин настоял на сохранении Китай-города: 
Стену Китай-города, хотя она и требует поправления, нужно оставить, потому что она по долговременности своей заслуживает уважения и дает вид величественности части города, ею окруженной.
В 1819—1823 годах срыли бастионы, а Ильинские ворота открыли для проезда. Так как Никольские раскрыть было невозможно из-за пристроенной к ним Владимирской церкви, у них создали вторые проломные ворота. Ещё одни — Ново-Никольские — появились у глухой башни, а Москворецкие снесли.
В 1870 году стена была сломана на протяжении шести саженей для устройства Третьяковского проезда. Через два года купечество предложило снести стену, но этому воспротивилось Московское археологическое общество, создавшее в конце XIX столетия специальную комиссию по охране стен Китай-города.
Десять лет спустя башня у Третьяковского проезда была сдана в аренду Обществу Тёплых рядов на двенадцать лет под склад хозяйственных принадлежностей. У Владимирских ворот в 1888 году создали часовню святого Пантелеимона. С 1890-х началось приспособление башен под архив Губернского правления: Владимирской, Ильинской, Круглой, Четырёхугольной и Москворецкой. В 1892 году Ильинскую башню реконструировали в часовню Сергия Радонежского Гефсиманского скита, а архив переместили в кремлёвскую Угловую Арсенальную башню.
В 1892 году Комиссия по осмотру стены констатировала её плачевное состояние. Она оказалась во многих местах сломанной и обращённой в фундамент для прилегающих построек. В конце XIX века архитектор Сергей Родионов провёл реставрационные работы по восстановлению Китайгородской стены.
До революции, а также в 1918 году и в первой половине 1920-х стену обмерял и исследовал архитектор-реставратор Пётр Барановский. В 1918—1919 годах зодчий Николай Марковников отреставрировал её небольшой участок, расчистив почти от всех торговых амбаров. В 1918-м с Ильинских и Варварских ворот сняли древние образы, пристроенные к ним часовни сломали в конце 1920-х годов. Весной 1919-го создали специальную комиссию по ремонту и реставрации Китайгородской стены во главе с архитектором Иваном Машковым. В том же году разобрали лавки и амбары, пристроенные к стене на Москворецкой набережной, Новой и Старой площадях.
К середине 1920-х годов состояние памятника было неудовлетворительным: на отдельных участках, например на Театральной площади, стена расслаивалась и обваливалась. Часть у Москворецких ворот отклонилась от вертикали и угрожала падением. Реставратор Игорь Грабарь писал в 1925 году: 

Во многих местах стена кажется бесследно исчезнувшей и для открытия ее нужно производить настоящие раскопки, а кое-где она и действительно срыта до основания и на ее месте воздвигнуты новые сооружения. Жители соседних домов развели здесь яблони и рябины и завели настоящее огородничество, от которого стены приходят в полное разрушение.
В 1925 году Моссовет поручил организовать полную реставрацию Китай-города. В 1925—1926 годах ей руководил архитектор Николай Виноградов, два года после — Н. А. Всеволожский под научным наблюдением Дмитрия Сухова. Работы продолжались до 1932 года, в результате расчистили стену от пристроек, починили зубцы и шатры, спроектировали кровлю.

### Снос
В 1925—1926 годах, одновременно с начавшейся реставрацией, в Моссовете обсуждали возможность сноса части стены и создание новых проездов. Необходимость сломки обосновывали потребностями расширения улиц, а реставраторов упрекали в напрасной трате. В 1932 году снова предложили сломать стену в Театральном проезде. Немногочисленные защитники московской старины пытались её спасти, в частности Дмитрий Сухов предложил открыть в ней часть арок для проезда транспорта. В том же году состоялось заседание архитекторов, на котором было сказано, что Президиум ВЦИК СССР уже принял решение о сносе. В конце 1933 года стену включили в список построек, подлежавших разборке на стройматериалы для нужд Метростроя.
Снос начался от Третьяковского проезда, продолжался несколько месяцев и был окончен к концу 1934 года. Обломки измельчали в щебень, который использовался для цементирования тоннелей первой очереди московского метро. При сносе были найдены подземные ходы и камеры, клады, монеты и одежда XVII века. Писатель Лев Никулин описывал снос стены: 

Незабываема была ночь — канун 7 ноября. На глазах исчезала стена, отделяющая Китай-город от города Москвы… На мостовых и тротуарах стоял изумленный прохожий… Он видел, как исчезала стена, которую он помнил с детства… Это были чудесные московские ночи.
В мае 1935 года состоялось открытие станции метро «Дзержинская», наземный вестибюль которой был сооружён на месте снесённого участка стены на Лубянской площади.

### Восстановление
От древних укреплений уцелели несколько фрагментов:
- Птичья башня, примыкающая к Третьяковским воротам, и отходящий от неё участок стены на площади Революции;
- Фрагмент стены вдоль Китайгородского проезда (отреставрирован в 1968—1973 годах)[19];
- Часть белокаменного фундамента Варварской башни в подземном переходе станции метро «Китай-город».

В начале 1970-х годов реставраторы «Моспроекта-2» подготовили проект воссоздания стены с башней, которая являлась продолжением участка возле Третьяковского проезда. Однако его реализовали только в 1995—2000 годах, когда под давлением общественности городские власти инициировали строительство некоторых снесённых элементов. Планы поэтапной реконструкции в течение 1990-х годов разрабатывались в Комитете по архитектуре и градостроительству Москвы. Предполагалось, что стену восстановят за счёт инвесторов. 
В 1995-м были воссозданы ведущие на Красную площадь Воскресенские ворота. Через два года на площади Революции, согласно вышеупомянутому проекту, была отстроена Круглая башня с импровизированным пряслом, где разместился ресторан «Старая башня». Однако, при строительстве не были соблюдены оригинальные размеры и вид сооружения — по мнению архитекторов, новый ресторан, пристроенный к фрагменту древней стены, выглядит как имитация, не соответствующая исторической Круглой (Заиконоспасской) башне, в которой до сноса находился Музей птицеводства.

К 2008 году планировалось достроить новый участок стен в Китайгородском проезде, воссоздав Косьмодемьянские ворота и Наугольную башню на Москворецкой набережной. Однако работы так и не были начаты.
Нет собственника и нет заказчика работ. Поэтому, несмотря на то, что есть люди и финансы, которые можно пустить на стену, усилия реставраторов, археологов – всё это никак не сдвинется с мёртвой точки.Константин Михайлов, координатор общественного движения «Архнадзор»
В июне 2016 года власти Москвы заявили о намерении повторно отреставрировать участок стены в Китайгородском проезде. По данным Департамента культуры, она находится в неудовлетворительном состоянии: система водоотвода нарушена либо отсутствует, раствор кладки выщелачивается, были обнаружены многочисленные трещины, разрушение кирпича и белокаменных блоков цоколя.
В 2017 году в ходе программы «Моя улица» археологи обнаружили в основании Китайгородской крепости пять помещений со сводчатыми стенами. Предположительно, комнаты построили в XVI веке при Елене Глинской. Были также найдены бойница и посуда: фрагменты горшков, мисок, кружек, стеклянный стакан. Находки поместили в подземный музей «Зарядье» — новый парк проходит вдоль бывших китайгородских стен в районе Варварки.
Отрезок Китайгородской стены между площадью Революции и Театральным проездом внесён в Красную книгу «Архнадзора» (электронный каталог объектов недвижимого культурного наследия Москвы, находящихся под угрозой), номинация — ветхость.
- Сохранившиеся участки Китайгородской стены
- Фрагмент стены на площади Революции
- Он же, боевой ход
- Птичья башня
- Фрагмент стены в Китайгородском проезде
- Вид со стороны Старой площади, 2006 год
- Вид из парка «Зарядье», 2022 год

## Ворота, башни и часовни
Ворота
- Спасские (Водяные, Москворецкие) — у наплавного моста через Москву-реку.
- Неглинные (Курятные, Львиные) — в начале XVIII века переименованы в Воскресенские, но более известны как Иверские, по пристроенной к ним в 1669 году часовне Иверской Божьей Матери.
- Сретенские (Никольские, Владимирские) — с выходом на Большую Лубянку.
- Троицкие (Ильинские).
- Всехсвятские (Варварские).
- Косьмодемьянские — вели в Зарядье со стороны Воронцова луга, проезд был заложен при царевне Софье.
- Третьяковские — построены в XIX веке.
- Ново-Никольские.

Башни
- Круглая (Заиконоспасская) башня
- Птичья башня
- Троицкая (Четырёхугольная) башня
- Безымянная угловая башня
- Богословская башня у церкви Иоанна Богослова под вязом
- Гранёная (Многогранная) башня
- Круглая угловая башня (Зачатьевская или Наугольная)
- Николомокринская башня

Часовни
При царе Алексее Михайловиче у ворот Китай-города появились часовни, которые приносили немалый доход своим владельцам — монастырям (все часовни снесены в советский период):
- Храм Иконы Божией Матери Владимирская у Владимирских ворот.
- Часовня Боголюбской иконы Божией Матери Варварских ворот.
- Иверская часовня у Воскресенских ворот (воссоздана в 1994—1995 годах).
- Часовня Пантелеимона Целителя у Владимирских ворот.
- Часовня Сергия Радонежского у Ильинских ворот.
- Часовня Всемилостивого Спаса у Москворецкого моста близ Москворецких ворот.

- Фотографии
- Воскресенские (Неглинные, Иверские) ворота до сноса в 1931 году
- Владимирские (Сретенские) ворота и часовня Пантелеймона Целителя, конец XIX века
- Варварские (Всехсвятские) ворота, 1884 год
- Ильинские (Троицкие) ворота в конце XIX века
- Круглая башня в 1900-х годах
- Наугольная (Зачатьевская) башня и Косьмодемьянские ворота в Зарядье, начало 1930-х годов